# Чемпіонат України з футболу 2013—2014: друга ліга
Друга ліга України з футболу 2013–2014 — 22-й сезон другої ліги, який проходить з 2013 по 2014 роки. Уперше з сезону 1994/1995 учасники другої ліги не розбиті на групи за регіонами.

## Учасники
За підсумками чемпіонату 2012/2013 років команди «Десна» (група 1) і «УкрАгроКом» (група 2) здобули путівки до першої ліги, команди «Оболонь-2», «Єдність» і «СКА» (група А) були зняті зі змагань протягом чемпіонату. Після закінчення сезону був виключений «Севастополь-2» (у зв'язку виходом «Севастополя» до Прем'єр-ліги і участі в турнірі для команд U-19).
З першої ліги опустився «Арсенал». «Оболонь» була виключена зі змагань. Поповнили другу лігу команди «Енергія» (Миколаїв) і «Оболонь-Бровар» (Київ).
У стикових матчах путівку до першої ліги здобула тернопільська «Нива». «Шахтар» не зміг пробитися до першої ліги.
Команда «Полтава-2-Карлівка» змінила назву на ФК «Карлівка» і переїхала до Карлівки, команда «Реал Фарм» змінила назву на «Реал Фарма» і переїхала до Овідіополя, «Арсенал» змінив назву на «Арсенал-Київщина».
26 червня затверджено склад другої ліги. Команди ФК «Одеса»  і «Жемчужина» були виключені зі змагань.
У турнірі взяли участь 19 команд:
| Команда            | Місто, село                                          | Стадіон | Місткість стадіону | Місце в попер. ч-ті |
| ------------------ | ---------------------------------------------------- | --- | ------------------ | ------------------- |
| «Арсенал-Київщина» | Біла Церква                                          | «Трудові резерви»                                                                                                 | 13 500             | 18 (перша ліга)     |
| «Гірник»           | Кривий Ріг                                           | Стадіон шахти «Жовтнева» «Металург»                                                                               | 2500 29 734        | 1 (група 4)         |
| «Гірник-Спорт»     | Комсомольськ                                         | «Юність» | 2500               | 3 (група 4)         |
| «Динамо»           | Хмельницький                                         | «Поділля» | 8000               | 4 (група 3)         |
| «Енергія»          | Миколаїв                                             | Центральний міський стадіон, м. Первомайськ                                                                       | 350                | —                   |
| «Енергія»          | Нова Каховка                                         | «Енергія» | 4000               | 1 (група 3)         |
| ФК «Карлівка»      | Карлівка                                             | «Машинобудівник» НТБ ФК «Полтава», с. Копили                                                                      | 1300 …             | 4 (група 2)         |
| «Кремінь»          | Кременчук                                            | «Кремінь-Арена»                                                                                                   | 1500               | 5 (група 2)         |
| «Кристал»          | Херсон                                               | «Кристал» | 2000               | 2 (група 3)         |
| «Макіїввугілля»    | Макіївка                                             | стадіон академії ФК «Шахтар» «Металург», м. Дніпродзержинськ КП «Молодіжне творче об'єднання», м. Дніпропетровськ | ~1000 2900 …       | 4 (група 4)         |
| «Мир»              | с. Горностаївка Новотроїцького р-ну Херсонської обл. | «Затис» | 500                | 6 (група 2)         |
| «Оболонь-Бровар»   | Київ                                                 | «Оболонь-Арена» НТБ «Оболонь», м. Буча                                                                            | 5100 500           | —                   |
| «Реал Фарма»       | смт Овідіополь                                       | «Дністер» ім. Віктора Дукова                                                                                      | 1500               | 6 (група 1)         |
| «Скала»            | Стрий                                                | «Сокіл» | 6000               | 5 (група 1)         |
| «Славутич»         | Черкаси                                              | «Центральний» «Зоря», с. Білозір'я                                                                                | 10 321 972         | 3 (група 1)         |
| «Сталь»            | Дніпродзержинськ                                     | «Металург» | 2900               | 2 (група 4)         |
| ФК «Тернопіль»     | Тернопіль                                            | Міський | 15 150             | 4 (група 1)         |
| «Шахтар»           | Свердловськ                                          | «Авангард», м. Ровеньки ім. Миколи Горюшкіна «Трудові резерви», м. Біла Церква                                    | 5400 10 000 13 500 | 2 (група 2) / 3     |
| «Шахтар-3»         | Донецьк                                              | СТБ «Кірша» «Оболонь-Арена», м. Київ «Юність», м. Комсомольськ                                                    | 1500 5100 2500     | 3 (група 2)         |

21 листопада 2013 року рішенням КДК ФФУ за дві неявки на матчі команда «Динамо» (Хмельницький) виключена зі змагань.
6 березня 2014 року рішенням Центральної ради ПФЛ команда «Енергія» (Миколаїв) виключена зі змагань.
21 березня 2014 року рішенням Центральної ради ПФЛ команда «Мир» (Горностаївка) виключена зі змагань.

## Підсумкова турнірна таблиця
| М  | Команда            | І  | В  | Н  | П  | РМ    | О  |
| -- | ------------------ | -- | -- | -- | -- | ----- | -- |
|    | «Гірник-Спорт»     | 36 | 25 | 4  | 7  | 68−31 | 79 |
|    | «Сталь»            | 36 | 23 | 8  | 5  | 81−32 | 77 |
|    | ФК «Тернопіль»     | 36 | 20 | 11 | 5  | 56−27 | 71 |
| 4  | «Гірник»           | 36 | 20 | 10 | 6  | 49−36 | 70 |
| 5  | «Шахтар»           | 36 | 19 | 10 | 7  | 48−29 | 67 |
| 6  | «Славутич»         | 36 | 20 | 5  | 11 | 49−33 | 65 |
| 7  | «Кремінь»          | 36 | 19 | 7  | 10 | 54−28 | 64 |
| 8  | «Оболонь-Бровар»   | 36 | 16 | 12 | 8  | 51−34 | 60 |
| 9  | «Кристал»          | 36 | 15 | 8  | 13 | 51−48 | 53 |
| 10 | «Шахтар-3»         | 36 | 17 | 2  | 17 | 50−50 | 53 |
| 11 | «Реал Фарма»       | 36 | 14 | 5  | 17 | 30−57 | 47 |
| 12 | ФК «Карлівка»      | 36 | 13 | 5  | 18 | 31−48 | 44 |
| 13 | «Макіїввугілля»    | 36 | 12 | 6  | 18 | 33−50 | 42 |
| 14 | «Мир»              | 36 | 11 | 4  | 21 | 32−27 | 37 |
| 15 | «Арсенал-Київщина» | 36 | 9  | 7  | 20 | 27−57 | 34 |
| 16 | «Енергія» НК       | 36 | 9  | 4  | 23 | 38−85 | 31 |
| 17 | «Енергія» М        | 36 | 9  | 3  | 24 | 24−28 | 30 |
| 18 | «Скала»            | 36 | 8  | 3  | 25 | 22−60 | 27 |
| 19 | «Динамо»           | 36 | 3  | 2  | 31 | 18−52 | 11 |

Позначення:

## Результати матчів
| Команда            | АРС | ГІР | ГСП | ДИН    | ЕМК    | ЕНК    | КАР    | КРЕ | КРИ | МАК    | МИР | ОБО | РЕА | СКА    | СЛА    | СТА | ТЕР | ШАХ | Ш-3    |
| ------------------ | --- | --- | --- | ------ | ------ | ------ | ------ | --- | --- | ------ | --- | --- | --- | ------ | ------ | --- | --- | --- | ------ |
| «Арсенал-Київщина» |     | 0:1 | 1:1 | 1:0    | +:−    | 1:1    | 1:0    | 1:2 | 0:1 | 0:0    | 0:1 | 0:0 | 0:1 | 2:0    | 1:2    | 0:3 | 2:1 | 1:2 | 1:1    |
| «Гірник»           | 2:0 |     | 0:5 | 3:0[а] | +:−    | 3:2    | 1:2    | 1:0 | 1:0 | 1:0    | 3:1 | 1:2 | 6:0 | 3:0    | 2:1    | 1:1 | 2:2 | 0:0 | 1:1    |
| «Гірник-спорт»     | 3:0 | 0:3 |     | 1:0    | +:−    | 4:1    | 5:0    | 0:2 | 0:0 | 4:0    | 1:2 | 1:0 | 7:1 | 1:0    | 1:0    | 0:0 | 2:2 | 4:1 | 3:0    |
| «Динамо»           | 2:4 | −:+ | −:+ |        | 0:1    | −:+    | 1:3    | 1:3 | −:+ | −:+    | −:+ | −:+ | 0:1 | 4:1    | 1:1    | 2:2 | 2:1 | 1:3 | 0:1    |
| «Енергія» М        | 3:0 | 0:0 | 1:2 | −:−    |        | −:+    | −:+    | −:+ | 0:0 | 0:1    | −:− | 0:0 | 2:1 | 4:2    | 1:2    | 2:1 | 2:1 | −:+ | −:+    |
| «Енергія» НК       | 1:3 | 1:1 | 2:3 | 1:2    | 2:4    |        | 2:0    | 1:0 | 1:4 | 1:0    | 1:4 | 1:0 | 0:2 | 2:3    | 0:3    | 1:6 | 0:1 | 0:1 | 3:2    |
| ФК «Карлівка»      | 1:2 | 0:1 | 2:1 | +:−    | 3:1    | 2:0    |        | 0:4 | 0:0 | 2:0    | +:− | 1:3 | 0:1 | 1:0    | 4:0    | 0:1 | 0:0 | 1:0 | 1:2    |
| «Кремінь»          | 3:1 | 0:0 | 1:2 | 5:0    | 0:0    | 4:2    | 0:0    |     | 2:0 | 3:0    | 2:0 | 1:0 | 4:0 | 2:0    | 1:2    | 0:2 | 0:2 | 0:0 | 1:0    |
| «Кристал»          | 6:2 | 1:1 | 1:2 | 8:1    | +:−    | 2:1    | 1:3    | 0:1 |     | 2:2    | 1:1 | 0:1 | 2:1 | 3:1    | 1:0    | 2:3 | 1:0 | 2:2 | 4:2    |
| «Макіїввугілля»    | 5:0 | 3:2 | 1:2 | 4:0    | 0:1    | 1:2    | 1:0    | 0:0 | 1:3 |        | 2:4 | 2:2 | 3:0 | 1:0    | 0:3[б] | 1:2 | 1:0 | 1:3 | 2:0    |
| «Мир»              | 1:1 | −:+ | 0:1 | 3:0    | 1:0    | −:+    | 1:0    | 2:1 | −:+ | −:+    |     | −:+ | −:+ | 0:3    | 1:2    | 1:2 | 1:1 | 2:0 | 4:1    |
| «Оболонь-Бровар»   | 2:0 | 6:0 | 1:2 | 1:1    | 0:0    | 1:0    | 1:1    | 4:2 | 0:0 | 4:0    | 2:1 |     | 1:0 | 5:0    | 1:0    | 4:2 | 2:2 | 2:2 | 0:1    |
| «Реал Фарма»       | 1:0 | 3:1 | 0:2 | +:−    | +:−    | 4:2    | 3:0[в] | 0:1 | 1:2 | 0:0    | 1:1 | 0:0 |     | 1:0    | 0:0    | 0:3 | 0:0 | 0:3 | 1:2    |
| «Скала»            | 0:1 | 0:1 | 1:2 | +:−    | +:−    | 2:2    | 1:0    | 0:2 | 2:2 | 3:0    | +:− | 1:0 | 0:2 |        | 0:2    | 2:5 | 0:1 | 0:1 | 0:1    |
| «Славутич»         | 3:0 | 1:1 | 2:1 | +:−    | +:−    | 2:2    | 4:1    | 1:0 | 5:0 | 2:0    | +:− | 2:1 | 2:3 | 0:0    |        | 2:1 | 0:1 | 0:0 | 1:2    |
| «Сталь»            | 0:0 | 0:1 | 2:0 | +:−    | 3:0    | 7:1    | 6:1    | 2:2 | 1:0 | 2:1    | +:− | 6:0 | 3:0 | 3:0    | 1:0    |     | 0:0 | 1:1 | 4:1    |
| ФК «Тернопіль»     | 3:1 | 4:0 | 3:1 | +:−    | 3:0[г] | 3:0[ґ] | 2:0    | 3:2 | 2:1 | 0:0    | +:− | 2:2 | 3:0 | 2:0    | 2:1    | 1:1 |     | 1:0 | 2:1    |
| «Шахтар»           | 2:0 | 0:0 | 0:2 | +:−    | 2:1    | 4:0    | 0:2    | 0:0 | 4:0 | 2:0    | 2:0 | 0:0 | 5:2 | 1:0    | 2:0    | 4:2 | 1:1 |     | +:−[д] |
| «Шахтар-3»         | 2:0 | 0:2 | 1:2 | 3:0[е] | 2:0    | 6:2    | 1:0    | 1:3 | 3:1 | −:+[д] | +:− | 2:3 | 2:0 | 3:0[є] | 1:2    | 1:3 | 1:4 | 3:0 |        |

а Згідно з рішенням КДК ФФУ від 17 жовтня 2013 року за неявку на гру без поважної причини команді «Динамо» зарахована технічна поразка 0:3, а команді «Гірник» — перемога 3:0.
б Згідно з рішенням КДК ФФУ за неявку на гру без поважної причини команді «Макіїввугілля» зарахована технічна поразка 0:3, а команді «Славутич» — перемога 3:0.
в Згідно з рішенням КДК ФФУ за неявку на гру без поважної причини команді «Карлівка» зарахована технічна поразка 0:3, а команді «Реал Фарма» — перемога 3:0.
г Згідно з рішенням КДК ФФУ за неявку на гру без поважної причини команді «Енергія» М зарахована технічна поразка 0:3, а команді «Тернопіль» — перемога 3:0.
ґ Згідно з рішенням КДК ФФУ за неявку на гру без поважної причини команді «Енергія» НК зарахована технічна поразка 0:3, а команді «Тернопіль» — перемога 3:0.
д Згідно з Постановою Центральної Ради від 4 червня 2014 року матчі, що мали бути проведені за участі команди «Шахтар-3» у 38-му і 33-му турах, визнані такими, що не відбулися через форс-мажорні обставини. У кожному із зазначених матчів встановлюється рахунок +:− на користь суперників «Шахтаря-3».
е Згідно з рішенням КДК ФФУ від 21 листопада 2013 року за неявку на гру без поважної причини команді «Динамо» зарахована технічна поразка 0:3, а команді «Шахтар-3» — перемога 3:0.
є Згідно з рішенням КДК ФФУ за неявку на гру без поважної причини команді «Скала» зарахована технічна поразка 0:3, а команді «Шахтар-3» — перемога 3:0.

## Найкращі бомбардири
| №  | Футболіст           | Команда                                 | Голи (пен.) |
| -- | ------------------- | --------------------------------------- | ----------- |
| 1  | Станіслав Куліш     | «Сталь»                                 | 31 (3)      |
| 2  | Ігор Кірієнко       | «Гірник-Спорт»                          | 27 (3)      |
| 3  | Андрій Ільяшов      | «Гірник»                                | 15          |
| 3  | Богдан Семенець     | ФК «Тернопіль»                          | 15          |
| 5  | Юрій Комягін        | «Енергія» НК                            | 14 (1)      |
| 6  | Сергій Степанчук    | «Кремінь»                               | 14 (2)      |
| 7  | Роман Дацюк         | «Славутич»                              | 13 (4)      |
| 8  | Сергій Атласюк      | ФК «Тернопіль»                          | 12 (7)      |
| 9  | Єгор Іванов         | «Кремінь»                               | 11 (2)      |
| 10 | Костянтин Коваленко | «Сталь»                                 | 10          |
| 11 | Василь Продан       | «Оболонь-Бровар» (5) / «Реал Фарма» (5) | 10 (2)      |